# A számok használatának gyakorisága
A köznapi életben a számok használatának gyakorisága nem egyenletes. A számnevek gyakorisága a számok értékének növekedésével fokozatosan csökken.

## A számok előfordulási gyakorisága írott és beszélt szövegekben
Jacques Mehler és Stanislas Dehaene 1992-es kutatásukban a számok előfordulási gyakorisága szempontjából elemeztek írott, vagy beszélt szövegek alapján készített szógyakorisági táblázatokat. Eredményeik szerint az 1-től 9-ig terjedő számokat figyelembe véve a számok előfordulása nem egyenletes. A kisebb számok gyakrabban fordultak elő a vizsgált szövegekben (mindamellett a „0” szám gyakorisága nagyon kicsi). Az első három szám (1,2,3) kétszer olyan gyakori, mint a többi hat (4,5,6,7,8,9) szám együttvéve. A vizsgálat a következő nyelvű forrásokra terjedt ki: francia, japán, angol, holland, katalán, spanyol, dravidián kannada (ez utóbbi egy Srí Lankán és Dél-Indiában beszélt nyelv). Vannak nyelvek, amelyekben az 1-et jelölő szó megegyezik a határozatlan névelővel (pl. a franciában az „un”, a németben az „ein”, és a magyarban is az „egy” szavak esetében). Ezek nyilván növelnék a kisebb nagyságú számok előfordulási gyakoriságát, ezzel rontva a kutatás megállapításainak helyességét. A kutatók azonban az olyan nyelveknél is hasonló, a kisebb számok használatát preferáló eredményeket kaptak, amelyek esetében nincsenek ilyen jellegű egyezések (pl. az angolban eltér az 1 számot jelölő szóalak a határozatlan névelőtől: „one”  és „a, an”). A jelenség tehát a nyelvi és kulturális hatásoktól függetlennek bizonyult.

## A számtani előtaggal rendelkező szavak eloszlása
A számtani előtaggal rendelkező szavak (pl. bicikli, háromszög) között is érvényes az alacsonyabb nagyságot jelölő számok preferenciája. Ahogyan a „kettő” szó is gyakoribb a „három”-nál, éppúgy a kettest jelölő előtag is gyakrabban fordul elő (pl. „bi-”, vagy „duo-”) mint a hármat jelölő (pl. „tri-”). Fontos azonban, hogy ide nem csupán a nyilvánvaló megfigyeléseken alapuló számot jelölő előtag-választások tartoznak (pl. a bicikli, vagy tricikli szavak a két, ill. három kerék miatt). Vannak olyan számtani előtaggal rendelkező szavak is, amelyek kiválasztása nem a környezet által meghatározott. Az angolban pl. több olyan szó is található, amely a „bi-”, vagy „di-” előtaggal rendelkezik (ilyen pl. a „biennial” szó is „kétévente” jelentéssel). Egy angol szótárban pl. a kettősséget jelölő előtaggal rendelkező szavak száma 14, hármasságot és négyességet jelölő szóból egyaránt 5-5 db található, az ötösséget jelölőből pedig már csak 2 db. Ritkábbak viszont a magasabb értéket jelölő számtani előtaggal bíró kifejezések. Ilyen pl. a polip megnevezése: „octopus” (nyolclábú). Az emberi agy tehát nagyobb figyelmet szentel a kisebb számosságú dolgoknak.

## Az előfordulási gyakoriság alapján kiemelkedő számok
A gyakoriság 1-től 9-ig, majd 11-től 19-ig egyre csökken, csakúgy, mint a 10-től 90-ig terjedő tízes számok esetében. Ez a jelenség a sorszámokra is érvényes (első, második stb.). Vannak azonban a számsorban kiemelkedő számok is, amelyek használati gyakorisága nem illeszkedik a nagysággal folyamatosan csökkenő tendenciába. Ezek a számok sokszor nem pontos értékeket jelölnek, hanem számok tartományát (pl. 15-20 db alma van az asztalon.). Az ilyen, gyakoriságukban kiemelkedő számok a következők: 10, 12, 15, 20, 50 és 100. Ezeket a számokat a sorban körülöttük találhatókhoz viszonyítva azokon a nyelveken is kiemelten kezelik, ahol 11 és 19  között a tízes számnévhez egyszerűen hozzárendelik az 1-től 9-ig terjedő számokat (pl. a magyar és a japán nyelvben), és azokon is, ahol a 11 és 12 számok nem szabályos megnevezést kaptak (pl. az angolban, vagy a németben: „eleven, twelve”, ill. „elf, zwölf”).

## Benford törvénye

Benford törvénye

Elsőként Simon Newcomb kanadai-amerikai asztrofizikus figyelte meg, hogy az egyetemi könyvtárban a logaritmus-táblázatok első oldalai erősebben elhasználódtak, mint az utolsók. Körülbelül 50 évvel később Frank Benford fizikus és mérnök is felfigyelt a jelenségre, és mivel az ő leírása alapján lett ismert, innen származik a Benford törvénye elnevezés. A hallgatók és oktatók az alacsonyabb számmal kezdődő táblázatokat használták többet. Rájött, hogy ha véletlen számokat veszünk számok bármely egyenletes eloszlású halmazából, akkor a számok gyakrabban fognak 1-gyel, mint 9-cel kezdődni. Bármilyen eredetű legyen is egy szám – pl. tavak felszíne, munkatársak lakásának házszáma, az egész számok négyzetgyökei – körülbelül hatszor olyan gyakran kezdődik 1-gyel, mint 9-cel. A számok kb. 31%-a kezdődik 1-gyel, 19%-a 2-vel, 12%-a 3-mal és a százalékok a számok nagyságával egyre csökkennek. Benford törvénye tehát csak a több számjegyű számok bal oldali első számjegyére vonatkozik. Azt a valószínűséget, amely azt mutatja, hogy egy szám az n számjeggyel kezdődik, a következő képlet jelzi előre, nagy pontossággal: 
{\displaystyle P(n)=\log _{10}(n+1)-\log _{10}(n)=\log _{10}\left({\frac {n+1}{n}}\right)=\log _{10}\left(1+{\frac {1}{n}}\right)}
Ez a különleges jelenség nem pszichológiai megalapozottságú, csupán a számjelölő rendszereink nyelvtani szerkezetének következménye.

## A környezetünkben található dolgok mennyisége
Gottlob Frege és Willard van Orman Quine filozófusok kimutatták, hogy a környezetünkben található tárgyak, dolgok, jelenségek mennyisége egyenletes, tehát az ember körül nem gyakoribbak a kisebb mennyiségű dolgok, mint a nagyobb mennyiségűek. Gyakran az ember egyszerűsíti, csökkenti a mennyiségeket a könnyebben kezelhető kisebb számok halmazára (pl. nem azt mondjuk, hogy 25 db kártya van a kezemben, hanem azt, hogy 1 db pakli). Mindezek alapján megállapítható, hogy a kis halmazok magasabb előfordulásának érzete pusztán az emberi észlelés és kognitív működés eredménye.

## Fordítás
- Ez a szócikk részben vagy egészben  a   Benford's_law című angol Wikipédia-szócikk fordításán alapul.  Az eredeti cikk szerkesztőit annak laptörténete sorolja fel. Ez a jelzés csupán a megfogalmazás eredetét és a szerzői jogokat jelzi, nem szolgál a cikkben szereplő információk forrásmegjelöléseként.